# جون بالمر (لاعب كريكت)
جون بالمر (29 مارس 1881 في المملكة المتحدة - 14 يونيو 1928) (بالإنجليزية: John Palmer)‏ هو لاعب كريكت بريطاني وبريطاني (وحمل سابقاً جنسية المملكة المتحدة لبريطانيا العظمى وأيرلندا). لعب مع نادي مقاطعة ليسترشاير للكريكت ‏.

## وصلات خارجية
- جون بالمر على موقع إي آس بي آن كريك إنفو (الإنجليزية)